# Heinrich Höck

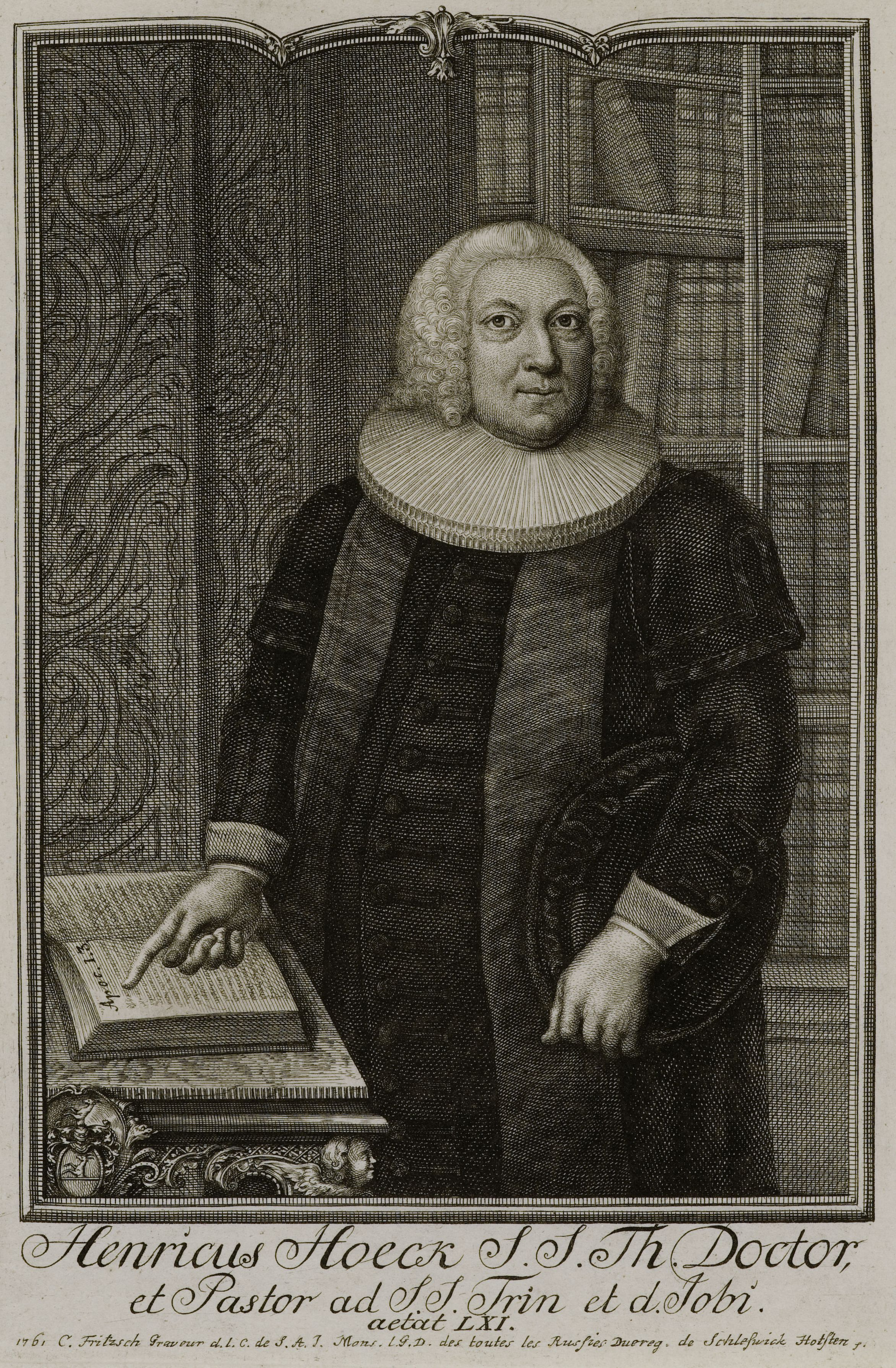
Heinrich Höck (1761)

Heinrich Höck (auch: Hoeck; * 18. Oktober 1700 in Hamburg; † 26. April 1779 ebenda) war ein deutscher evangelischer Theologe.

## Leben
Höck hatte als Schüler bereits die Gelehrtenschule des Johanneums besucht und dann seine Ausbildung am Akademischen Gymnasium fortgesetzt, wo er die Hochschulreife erwarb. Seine Studien absolvierte er an der Universität Gießen und 1719 an der Universität Wittenberg. Zurückgekehrt nach Hamburg wurde er 1721 Kandidat des geistlichen Ministeriums und nahm eine Stelle als Kabinettsprediger beim Geheimrat von Plessen an.
1725 ging er als Prediger nach Sülfeld, wurde am 3. Juli 1729 erster Prediger an der Hl. Dreieinigkeits-Kirche in Hamburg und übernahm dazu 1741 das Pastorat an der Hospitalskirche zu St. Hiob. 1759 ernannte man ihn in Würdigung seiner Arbeit zum Doktor der Theologie. Nach seinem Tode hinterließ er dem Johanneum eine Stiftung zur Anschaffung neuer Bücher.

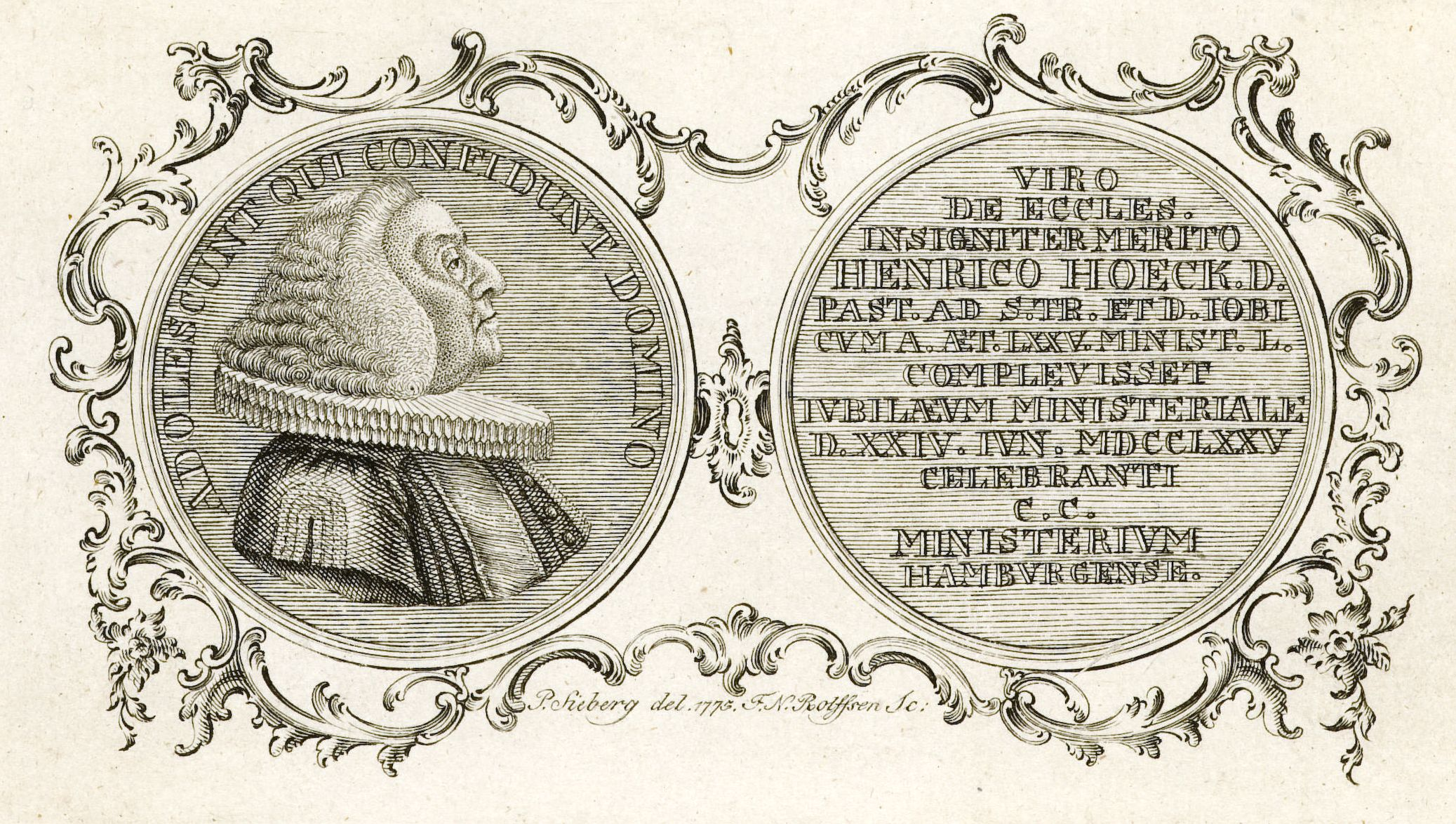
Abzeichnung der Gedenkmünze zum 50-jährigen Amtsjubiläum

Das Hamburger Geistliche Ministerium gab anlässlich seines 50-jährigen Amtsjubiläums am 24. Juni 1775 eine silberne Gedenkmünze heraus.

## Werkauswahl
- Ordnung des Heils, nach Anleitung einer Beichtformel. Hamburg 1726, 1732, 1763
- Das Bild Christi, in seinen unschuldigen und geduldigen Gliedern, aus 1 Pet. 2, 21. 22. 23. bey Sammlung der Collecte für die Salzburgischen Emigranten. Hamburg 1730
- Das Evangelium aus den Evangeliis, oder evangelische Wahrheiten in Predigten vorgetragen. Hamburg, 1. Teil 1734; 2. Teil 1736. 3. Teil 1739; 4. Teil 1740
- Catechetisches Licht und Recht, oder Erklärung und Anordnung des Catechismi Lutheri. 1. Teil über die heiligen zehn Gebote. Hamburg 1757
- Das Siegel der Propheten, welches in dem Leiden Jesu von den Evangelisten in den angeführten und erfüllten Hauptweissagungen ausgedruckt ist. 1. Teil Hamburg 1739, 1. und 2 Teil, nebst nöthigen Registern über beide Teile Hamburg 1743
- Denkmahl dar neu erbaueten Hospitalkirche zu St. Hiob in Hamburg, in einer Einweihungspredigt u. Standrede. Hamburg  1747
- Der Herr im Sturmwinde, in einer Donnerstagspredigt den 14 December 1747, als in der Nacht vom 12ten bis auf den 13 Dec. ein ausserordentlicher Sturmwind war, aus Ps. 148 S 3. vorgestellet. Wittenberg 1748
- Beyträge zum richtigen und erbaulichen Verstand einiger Schriftstellen. 3 Teile Hamburg 1749–1753
- Die Absicht Gottes in den Feuergerichten, an den ausserordentlichen Bustage 1750 den 19ten März, wegen der durch einen Wetterstrahl den 10 März eingeäscherten Michaeliskirche aus Amos IV, 11. 12. vorgestellet. Hamburg 1750
- Etwas geldlicher Gaben im den Sonn- und Festtäglichen Evangelien Und Episteln mitgetheilet. 1. Teil über die Evangelia, Hamburg 1753 2. Teil über die Episteln. Hamburg 1754
- Warnung vor Irrthum und Abfall, aus Jac. 1, 16 und Ebr. 18, 28 29; nebst einem Anhang von einer vermeintlichen Verbesserung unsers Catechismi. Hamburg 1765
- Versuch, einige alte geistliche Lieder nach dem jetzigen Sprachgebrauch einzurichten. Hamburg 1776
- Das Maas der göttlichen Gerichte, nach dem Maasse der verachteten Gnade, Matth. XI, 20 – 25. In: Theophili und Sinceri Canzelreden Th. 1. Nr. 15.
- Das vergebliche und gefährliche Vertrauen auf den blossen äusserlichen Gebrauch der Sacramente, über 1 Cor. X, 1 – 5. In: Theophili und Sinceri Canzelreden Teil. 5. Nr. 11.